# Acasanga humeralis
Acasanga humeralis är en skalbaggsart som först beskrevs av Waterhouse 1880.  Acasanga humeralis ingår i släktet Acasanga och familjen långhorningar. Inga underarter finns listade i Catalogue of Life.